# Almindelig hvidtjørn
Almindelig Hvidtjørn (Crataegus laevigata) er en op til 8 meter høj busk, der vokser på skrænter, overdrev og i krat, og hvis frugter er eftertragtede af mange fugle.

## Beskrivelse
Almindelig hvidtjørn er en stor, løvfældende busk med en stiv og tæt vækst. Den har ofte flere stammer fra grunden. Barken er først rødbrun og næsten hårløs. Senere bliver den grågrøn og kan skifte videre til gulgrå. Gamle grene er grå og opsprækkende. Busken bærer talrige stive grentorne på de ikke-blomstrende skud. Knopperne er spredte, runde og rødbrune. Bladene er omvendt ægformede med tre lapper på den yderste tredjedel. Oversiden er blank og mørkegrøn, mens undersiden er grågrøn.
Blomstringen sker i maj-juni, og blomsterne sidder i halvskærme på knudrede dværgskud. De er hvide (se dog nedenfor under sorter) og lugter stramt. Frugterne er røde bæræbler med to-tre kerner (sten), som spirer villigt.
Rodnettet består af grove, kun lidt forgrenede hovedrødder, som når langt ned og vidt ud. Finrødderne ligger lige under overfladen. Sorterne er podet på grundstamme af engriflet hvidtjørn, og de har altså dens rodnet.
Højde x bredde og årlig tilvækst: 4 x 6 m (20 x 25 cm/år). Målene kan anvendes ved udplantning.

## Voksested
Almindelig hvidtjørn vokser som underskov i lyse løvskove, som skovbryn eller som krat og overdrev i det meste af Europa, herunder også Danmark, hvor den er almindelig i størstedelen af landet, dog sjælden i Vestjylland.

## Anvendelse
Busken tåler mindre vind og har lidt større krav til jordbunden end engriflet hvidtjørn. Planten tåler beskæring og er velegnet inde i plantninger. Hjortevildt og harer æder gerne kviste og skud.

## Sorter
- 'Paul's Scarlet' (den mest kendte rødtjørn-sort).
- 'Punicea' (rødtjørn med naturlige blomster).
- 'Plena' (hvide, fyldte blomster).